# .re
.re е интернет домейн от първо ниво за остров Реюнион. Представен е през 1997. Заедно с .fr и .tf се администрира от AFNIC.

## Второ и трето ниво домейни
- .asso.re: асоциации
- .nom.re: преизимена
- .com.re: комерсиални (неограничена регистрация)